# Whidbey
Whidbey (ang. Whidbey Island) – wyspa w Stanach Zjednoczonych, w północno-zachodniej części stanu Waszyngton, w hrabstwie Island. Wyspa położona jest na morzu Salish, otoczona przez zatokę Puget Sound (na południu i wschodzie) oraz Cieśninę Juana de Fuca (na zachodzie).
Wyspa o urozmaiconej linii brzegowej i podłużnym kształcie, rozciąga się południkowo na długości około 60 km. Jest to największa pod względem powierzchni wyspa stanu Waszyngton, a czwarta w kontynentalnej części Stanów Zjednoczonych, licząca 438 km².
Wyspa zamieszkana jest przez 62 845 osób (2010). Główne miasta na wyspie to Oak Harbor, Coupeville i Langley. Na wyspie znajduje się baza lotnictwa morskiego Naval Air Station Whidbey Island. Gospodarka wyspy opiera się w dużej mierze na turystyce i rolnictwie.
Most Deception Pass Bridge, otwarty w 1935 roku, łączy północny kraniec Whidbey z sąsiednią wyspą Fidalgo, która z kolei ma połączenie drogowe ze stałym lądem. Dostęp na wyspę umożliwiają także połączenia promowe Coupeville – Port Townsend oraz Clinton – Mukilteo.
Nazwa wyspy upamiętnia Josepha Whidbeya, uczestnika wyprawy pod przewodnictwem George’a Vancouvera, który badał te okolice w 1792 roku.